# Helga Hoffmann
Helga Hoffmann (née le 24 septembre 1937 à Sarrebruck) est une athlète allemande, spécialiste du saut en longueur et des épreuves combinées. 
Elle remporte la médaille de bronze de l'heptathlon aux championnats d'Europe 1962 et la médaille de bronze du saut en longueur aux championnats d'Europe 1966.
Elle est élue personnalité sportive allemande de l'année en 1965 et 1966.
Elle participe à trois Jeux olympiques consécutifs, se classant 10e du saut en longueur en 1956, 6e du saut en longueur en 1960, 6e du pentathlon et 8e du saut en longueur en 1964.